# Osmia sexsignata
Osmia sexsignata là một loài Hymenoptera trong họ Megachilidae. Loài này được Benoist mô tả khoa học năm 1950.